# Tyler Ennis (hockey sur glace)
Pour les articles homonymes, voir Tyler Ennis.
Tyler Ennis (né le 6 octobre 1989 à Edmonton, Alberta au Canada) est un joueur professionnel canadien de hockey sur glace.

## Carrière
Malgré sa petite taille pour un joueur de hockey, il est sélectionné au 1er tour par les Sabres de Buffalo lors du repêchage de 2008. Auparavant, il a remporté le championnat de la Ligue de hockey de l'Ouest en 2007, permettant à son équipe et lui de participer au tournoi de la Coupe Memorial. Il participe avec l'équipe LHOu au Défi ADT Canada-Russie en 2007 et 2008.
Le 30 juin 2017, il est échangé au Wild du Minnesota avec Marcus Foligno et un choix de 3e tour pour le repêchage d'entrée de 2018 en retour de Marco Scandella, Jason Pominville et d'un choix de 4e tour de 2018.
Le 30 juin 2018, son contrat est racheté par le Wild et il devient joueur autonome sans compensation. Le 6 juillet 2018, il signe une entente de 1 an avec les Maple Leafs de Toronto. Le 1er juillet 2019, il s'entend pour 1 an avec les Sénateurs d'Ottawa. Le 24 février 2020, il passe des Sénateurs aux Oilers d'Edmonton contre un choix de 5e tour en 2021.
À la suite d'un essai professionnel au camp d'entraînement des Sénateurs d'Ottawa en automne 2021, ceux-ci lui accorde un contrat d'un an d'une valeur de 900 000 de dollars.
Le 17 janvier 2024, Ennis annonce sa retraite du hockey professionnel.

## Statistiques

### En club
| Saison     | Équipe                 | Ligue          |     | Saison régulière | Saison régulière | Saison régulière | Saison régulière | Saison régulière |   | Séries éliminatoires | Séries éliminatoires | Séries éliminatoires | Séries éliminatoires | Séries éliminatoires |
| Saison     | Équipe                 | Ligue          | PJ  | B                | A                | Pts              | Pun              | PJ               | B | A                    | Pts                  | Pun                  |                      |                      |
| 2005-2006  | Tigers de Medicine Hat | LHOu           | 43  | 3                | 7                | 10               | 10               | 7                | 0 | 0                    | 0                    | 0                    |                      |                      |
| 2006-2007  | Tigers de Medicine Hat | LHOu           | 71  | 26               | 24               | 50               | 30               | 22               | 8 | 4                    | 12                   | 6                    |                      |                      |
| 2006-2007  | Tigers de Medicine Hat | Coupe Memorial | -   | -                | -                | -                | -                | 4                | 2 | 2                    | 4                    | 4                    |                      |                      |
| 2007-2008  | Tigers de Medicine Hat | LHOu           | 70  | 43               | 48               | 91               | 42               | 5                | 0 | 4                    | 4                    | 6                    |                      |                      |
| 2008-2009  | Tigers de Medicine Hat | LHOu           | 61  | 43               | 42               | 85               | 21               | 11               | 8 | 11                   | 19                   | 10                   |                      |                      |
| 2009-2010  | Pirates de Portland    | LAH            | 69  | 23               | 42               | 65               | 12               | -                | - | -                    | -                    | -                    |                      |                      |
| 2009-2010  | Sabres de Buffalo      | LNH            | 10  | 3                | 6                | 9                | 6                | 6                | 1 | 3                    | 4                    | 0                    |                      |                      |
| 2010-2011  | Sabres de Buffalo      | LNH            | 82  | 20               | 29               | 49               | 30               | 7                | 2 | 2                    | 4                    | 4                    |                      |                      |
| 2011-2012  | Sabres de Buffalo      | LNH            | 48  | 15               | 19               | 34               | 14               | -                | - | -                    | -                    | -                    |                      |                      |
| 2012-2013  | SC Langnau Tigers      | LNA            | 9   | 3                | 5                | 8                | 0                | -                | - | -                    | -                    | -                    |                      |                      |
| 2012-2013  | Sabres de Buffalo      | LNH            | 47  | 10               | 21               | 31               | 16               | -                | - | -                    | -                    | -                    |                      |                      |
| 2013-2014  | Sabres de Buffalo      | LNH            | 80  | 21               | 22               | 43               | 42               | -                | - | -                    | -                    | -                    |                      |                      |
| 2014-2015  | Sabres de Buffalo      | LNH            | 78  | 20               | 26               | 46               | 37               | -                | - | -                    | -                    | -                    |                      |                      |
| 2015-2016  | Sabres de Buffalo      | LNH            | 23  | 3                | 8                | 11               | 11               | -                | - | -                    | -                    | -                    |                      |                      |
| 2016-2017  | Sabres de Buffalo      | LNH            | 51  | 5                | 8                | 13               | 12               | -                | - | -                    | -                    | -                    |                      |                      |
| 2017-2018  | Wild du Minnesota      | LNH            | 73  | 8                | 14               | 22               | 12               | 1                | 0 | 0                    | 0                    | 0                    |                      |                      |
| 2018-2019  | Maple Leafs de Toronto | LNH            | 51  | 12               | 6                | 18               | 2                | 5                | 0 | 2                    | 2                    | 2                    |                      |                      |
| 2019-2020  | Sénateurs d'Ottawa     | LNH            | 61  | 14               | 19               | 33               | 16               | -                | - | -                    | -                    | -                    |                      |                      |
| 2019-2020  | Oilers d'Edmonton      | LNH            | 9   | 2                | 2                | 4                | 4                | 3                | 1 | 1                    | 2                    | 4                    |                      |                      |
| 2020-2021  | Oilers d'Edmonton      | LNH            | 30  | 3                | 6                | 9                | 6                | 2                | 0 | 0                    | 0                    | 0                    |                      |                      |
| 2021-2022  | Sénateurs d'Ottawa     | LNH            | 57  | 8                | 16               | 24               | 16               | -                | - | -                    | -                    | -                    |                      |                      |
| 2022-2023  | CP Berne               | LNA            | 37  | 13               | 20               | 33               | 8                | 5                | 1 | 2                    | 3                    | 6                    |                      |                      |
| 2023-2024  | Adler Mannheim         | DEL            | 7   | 0                | 5                | 5                | 2                | -                | - | -                    | -                    | -                    |                      |                      |
| Totaux LNH | Totaux LNH             | Totaux LNH     | 700 | 144              | 202              | 346              | 224              | 24               | 4 | 8                    | 12                   | 10                   |                      |                      |

### En équipe nationale
| Année | Équipe     | Compétition                 |    | PJ | B | A | Pts | Pun           |  | Résultat |
| 2009  | Canada U20 | Championnat du monde junior | 6  | 3  | 4 | 7 | 0   | Médaille d'or |  |          |
| 2015  | Canada     | Championnat du monde        | 10 | 4  | 2 | 6 | 0   | Médaille d'or |  |          |

## Trophées et honneurs personnels

### Ligue de hockey de l'Ouest
- 2007 : remporte la Coupe du Président avec les Tigers de Medicine Hat

### Ligue américaine de hockey
- 2009-2010 : sélectionné pour le Match des étoiles avec l'équipe Canada
- 2009-2010 : récipiendaire du trophée Dudley-« Red »-Garrett

### Ligue nationale de hockey
- 2010-2011 : participe au 58e Match des étoiles de la Ligue nationale de hockey